# عباس لوال
عباس لوال (انگلیسی: Abass Lawal؛ زادهٔ ۱۳ سپتامبر ۱۹۸۰) بازیکن فوتبال اهل نیجریه است که عمدتا در پست وینگر راست بازی‌ می‌کند. او نزدیک به یک دهه کامل را در اسپانیا گذراند و در مجموع ۱۲۷ بازی در لیگ و ۱۴ گل برای شش باشگاه (فقط شش بازی در لالیگا) به ثمر رساند.